# Día nacional de Rumania

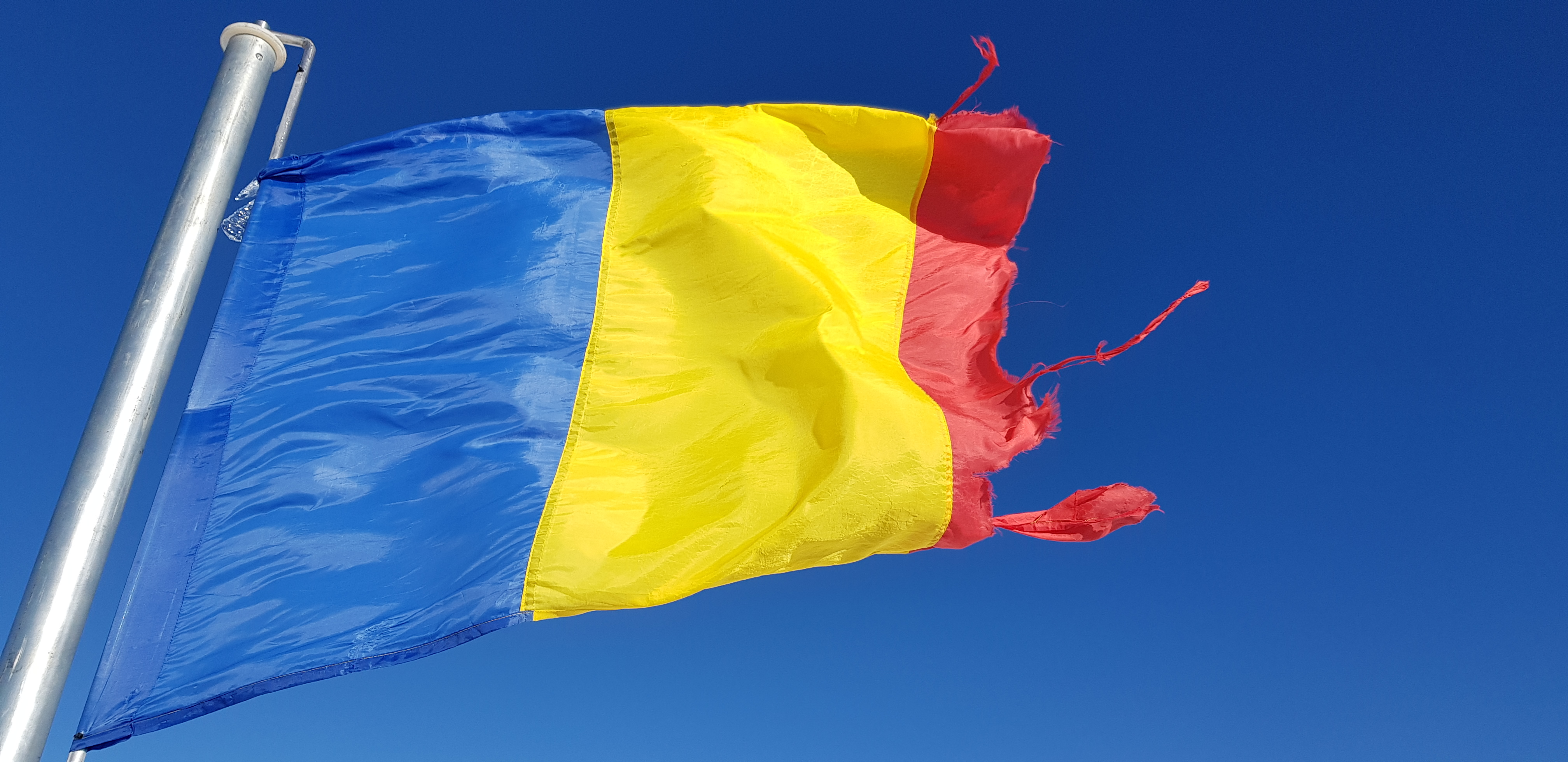
1 de diciembre de 2018: Bandera de Rumanía ondeando en el pico más alto del país, el pico Moldoveanu.

El día nacional de Rumania o también llamado El Día de la Gran Unión en idioma rumano: Ziua Marii Uniri, también llamado Día de la Unificación o Ziua Națională a României) se celebra el 1 de diciembre y es una fiesta nacional en Rumania. Se conmemora la Declaración de Alba Iulia, con la que la asamblea de delegados rumanos celebrada en Alba Iulia declaró la Unión de Transilvania a Rumanía en 1918. En este contexto, destacó la figura del rey Fernando I de Rumanía. Esta fiesta se estableció en 1989 después de la revolución para conmemorar la unificación con Transilvania, pero también con las provincias de Besarabia y Bucovina con el Reino de Rumania en 1918.
El día nacional de Rumania se celebró en un primer momento entre 1866 y 1947 el día 10 de mayo, luego, entre los años 1948 y 1989, se escogió el día 23 de agosto . 
El 31 de julio de 1990,  el presidente Ion Iliescu promulgó la adopción del 1 de diciembre como día nacional y festivo en Rumania . Esta disposición fue recogida por la Constitución rumana de 1991, artículo 12, párrafo 2. La oposición anticomunista en Rumanía abogó en 1990 por la adopción del 16 de diciembre como fiesta nacional.

## Historia

### 10 de mayo, día de la independencia y la realeza de Rumanía

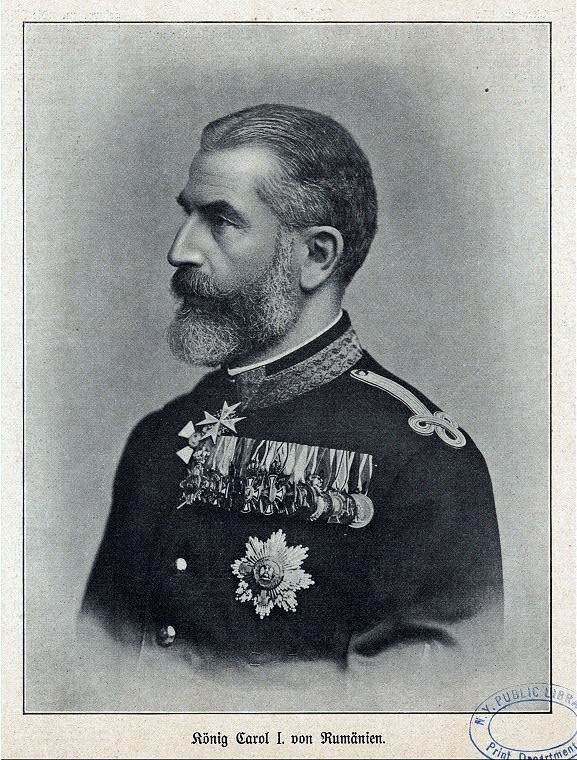
El rey Carlos I de Rumania

Carlos de Hohenzollern-Sigmaringen fue nombrado príncipe de los rumanos y más tarde sería conocido como el rey Carlos I de Rumania y fundador de la Rumania moderna.  El 10 de mayo de 1866 pisó Bucarest por primera vez. Fue recibido en Băneasa por una gran multitud y por el alcalde de Bucarest, quien de forma simbólica le ofreció las llaves de la ciudad. Ese mismo día el príncipe prestó juramento como gobernante ante la Asamblea de los Principados Unidos de Rumanía .
En la misma fecha, pero unos años más tarde, el 10 de mayo de 1877, el príncipe Carlos I firmó la Declaración de Independencia de los Principados del Imperio Otomano, una declaración que había sido previamente leída por el primer ministro Mihail Kogălniceanu, el día anterior, ante la Asamblea de los Diputados. Con la sanción y promulgación real, el documento se convirtió en ley, y esta marca oficialmente la independencia de Rumanía. Según preveía la Constitución del 1 de julio de 1866, el poder legislativo lo ejercían "colectivamente" el Príncipe y las dos asambleas parlamentarias, que debían acordar el texto de una ley que no entraría en vigor sin la firma del príncipe, y el príncipe podría rechazar su sanción. Una vez declarada la independencia de los Principados, esta tendría que ser conquistada con las armas en la Guerra de Independencia subsiguiente.
Esa misma fecha de 10 de mayo de 1877 también marca el comienzo del uso del nombre "rumano" a nivel internacional, puesto que hasta la declaración de independencia, la política exterior de los Principados la llevaba a cabo el Imperio Otomano, como potencia soberana, de modo que los Principados no tenían "voz" alguna en el contexto mundial. Las cámaras reunidas en el parlamento votarían posteriormente la transformación del Principado en el Reino de Rumanía.

### 23 de agosto, evento real revocado por los comunistas

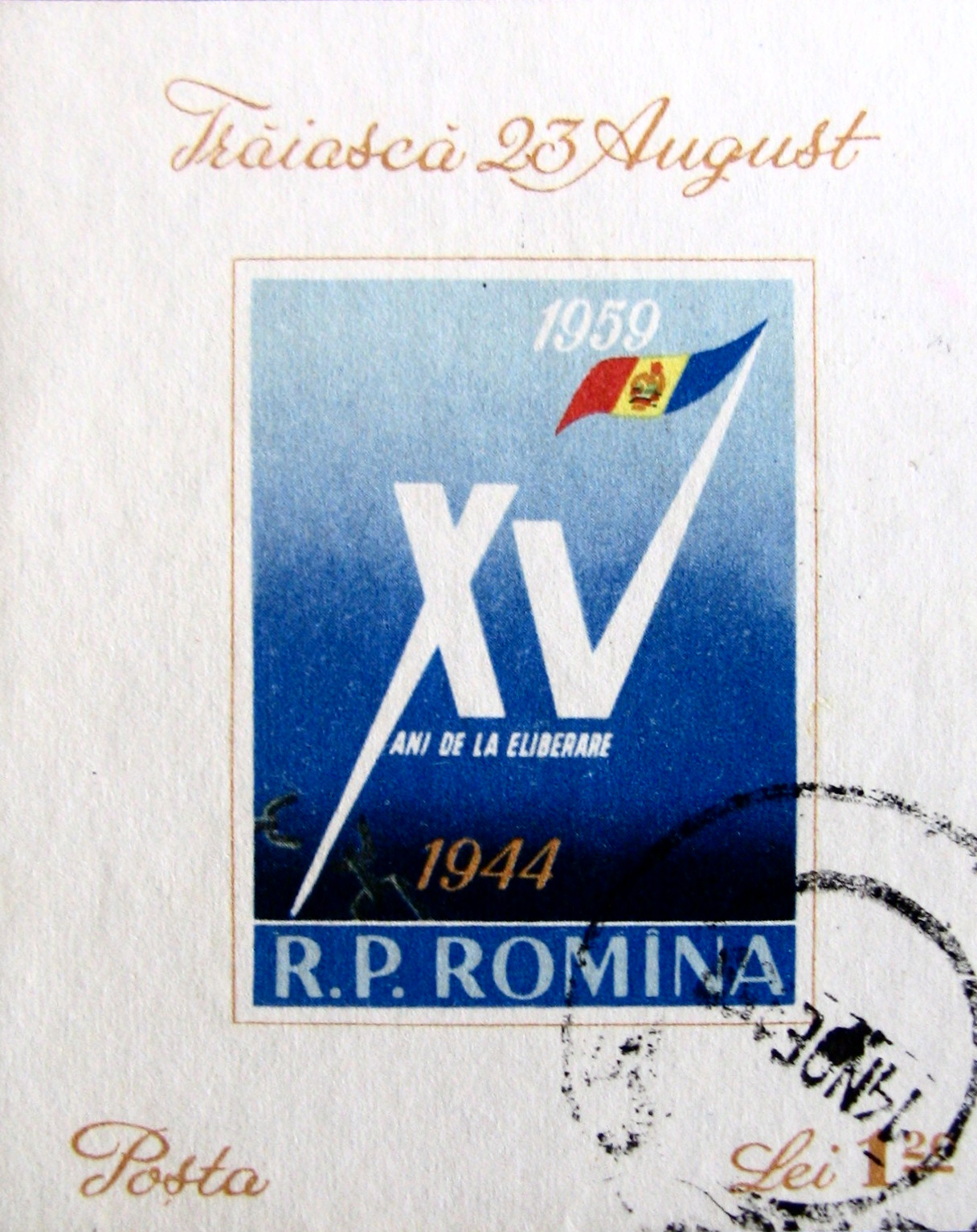
Emisión postal 15 años desde el lanzamiento "

Tras la abdicación forzosa del rey Miguel I, el 30 de diciembre de 1947, la Cámara de Diputados aprobó la ley por la que se proclamó la República Popular de Rumania . El 23 de agosto fue adoptado en ese momento como feriado estatal, denominándolo como día de la insurrección armada antifascista, en referencia a la revuelta armada contra la Alemania nazi y al arresto del gobierno encabezado por Ion Antonescu en 1944 .

### 1 de diciembre

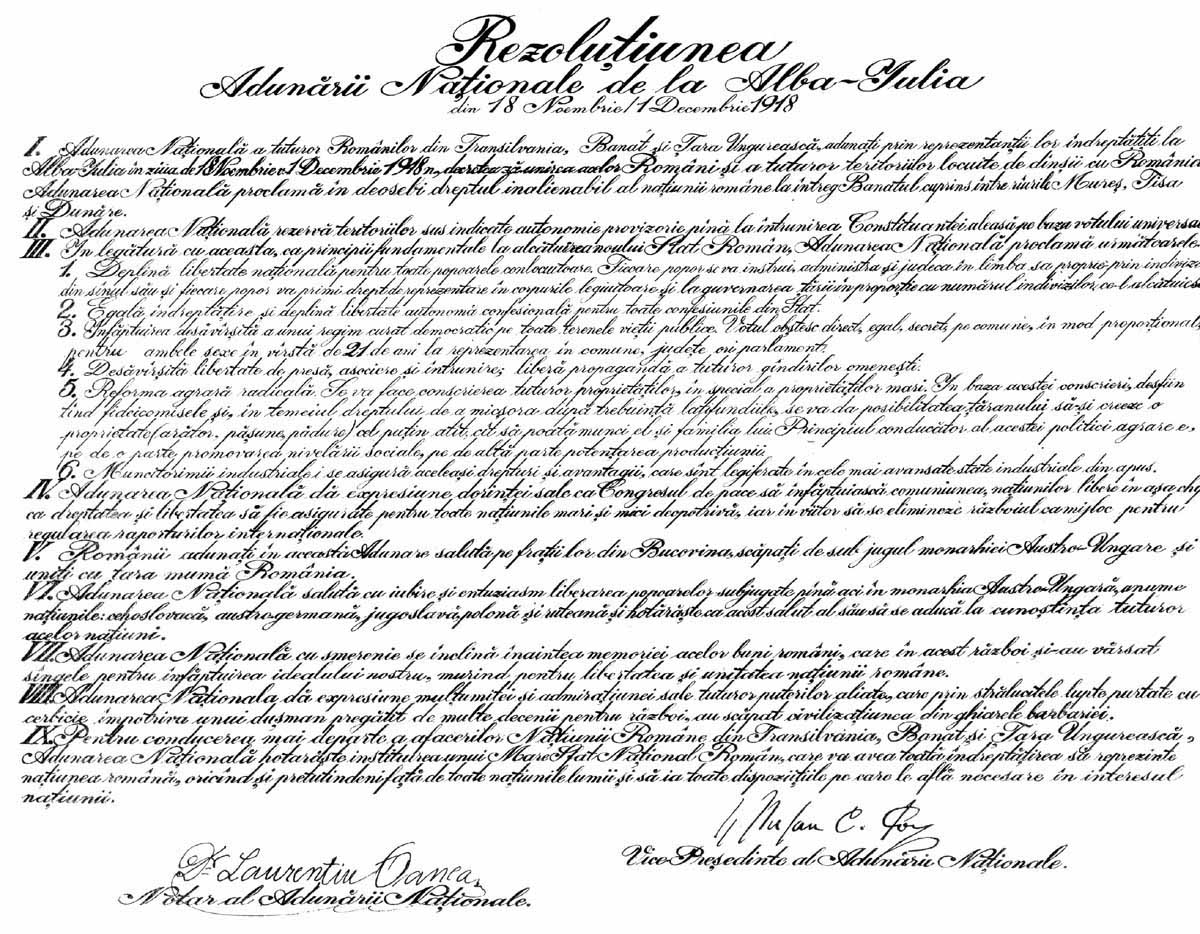
Resolución de la Asamblea Nacional de Alba Julia

En 1990, tras la revolución anticomunista de 1989, el parlamento dominado por FSN rechazó la propuesta de la oposición de adoptar el 16 de diciembre como fiesta nacional de Rumanía. En el contexto de los enfrentamientos interétnicos en Târgu Mureș en marzo de 1990 y la minería del 13 al 15 de junio de 1990, el Parlamento rumano aprobó el 31 de julio de 1990 la ley sobre la declaración del 23 de agosto como fiesta nacional y proclamó en su lugar el 1 de diciembre como fiesta nacional. La Ley 10 de 1990 no especifica el significado o la razón para elegir el 1 de diciembre como el día nacional de Rumania.
La ley aprobada en 1990 por el parlamento dominado por FSN y promulgada por Ion Iliescu quería, por un lado combatir las simpatías relacionadas con la tradición monárquica de Rumanía y por otro con la histórica fiesta nacional del 10 de mayo, pero también para contrarrestar la solicitud de la oposición anticomunista de adoptar el día 16 de diciembre como fiesta nacional.
La elección del 1 de diciembre, aunque no explícita, se refiere a la Unión de Transilvania, Banat, Crișana y Maramureș con Rumania en 1918, respectivamente a la Proclamación de Alba Iulia, que tuvo lugar el 1 de diciembre de 1918. La elección de este día como fiesta nacional de Rumanía fue vista como una afrenta a la minoría húngara en Rumania, para la que el 1 de diciembre significó una pérdida política.

## Controversia
El historiador Neagu Djuvara demostró en una entrevista concedida a TVR, en 2011, que la elección del 1 de diciembre por el régimen de Iliescu fue coyuntural, explicando que el 1 de diciembre de 1918 sólo tuvo lugar la Unión de Transilvania y Banat con Rumanía, en cuando las otras provincias históricas, Besarabia y Bucovina respectivamente, se unieron en fechas diferentes.